# غالادا دي جوس
غالادا دي جوس هي قرية تقع في إقليم ألبا في رومانيا.

## السكان
حسب إحصائيات 2002 بلغ عدد سكان القرية 4,882 نسمة.